# Monasterolo Casotto
Monasterolo Casotto – miejscowość i gmina we Włoszech, w regionie Piemont, w prowincji Cuneo.
Według danych na rok 2004 gminę zamieszkiwało 126 osób, 18 os./km².